# Нуньес де Санабриа, Мигель
Мигель Нуньес де Санабриа (исп. Miguel Núñez de Sanabria; 1645, Лима — 1729, Мадрид) — испанский колониальный чиновник, дважды находился на посту вице-короля Перу.
Мигель Нуньес де Санабриа, родился в Лиме, являлся рыцарем ордена Саньяго, был профессором Университета Сан-Маркос. Он купил (обычная практика в то время) должность криминального алькальда при аудиенции в Лиме, позднее стал судьёй при той же аудиенции. Имел большое влияние в Перу благодаря занимаемым должностям.
После смерти вице-короля Мельчора Портокарреро, как президент аудиенции, временно занимал пост вице-короля Перу с 15 сентября 1705 года. В мае 1707 года его на постоянной основе сменил Мануэль де Омс. В 1710 году, с мая по сентябрь, он вновь занимал пост на временной основе.
Впоследствии Мигель Нуньес де Санабриа отбыл в Испанию, где состоял в Совете по Индии, а также в Военном Совете.
Скончался в Мадриде в 1729 году.